# Louis Sclavis
Louis Sclavis   (4t arrondissement de Lió, 2 de febrer de 1953) és un músic de jazz francès. Toca clarinet, clarinet baix i saxo soprano en diversos contextos, inclosos el jazz i el free jazz.

## Vida i carrera
Sclavis va tocar amb el quartet Henri Texier. Ha guanyat nombrosos premis, entre ells: el "PRIX DJANGO REINHARDT" "millor músic de jazz francès" (1988); Primer premi a la Biennal de Barcelona (1989); el premi de jazz britànic al Midem al "Millor artista estranger" (1990/91); el "DJANGO D'OR" "Millor disc de jazz francès de l'any" (1993); i el "GRAND PRIX SACEM 2009".
Va ser un dels primers a combinar el jazz amb la música folk francesa, treballant de manera més destacada amb el intèrpret de Viola de roda Valentin Clastrier.

## Discografia
- Ad Augusta Per Argustia (Nato, 1981)
- Clarinettes (Label Bleu, 1985)
- Chine (Ida, 1987)
- Chamber Music (Ida, 1989)
- Ellington on the Air (Ida, 1991)
- Rouge (ECM, 1991)
- Trio de Clarinettes: Live (FMP, 1991)
- Acoustic Quartet (ECM, 1994)
- Carnet de Routes (Label Bleu, 1995)
- Ceux qui veillent la nuit (JMS, 1996)
- Danses et Autres Scenes (JMS, 1998)
- Les Violences de Rameau (ECM, 1996)
- Suite Africaine (Label Bleu, 1999)
- L'Affrontement des Prétendants (ECM, 1999)
- Dans la Nuit (ECM, 2000)
- Napoli's Walls (ECM, 2002)
- Bow River Falls (Koch, 2004)
- Roman, (2004);[5]
- African Flashback (Label Bleu, 2005)
- mL'Imparfait des Langues (ECM, 2007)
- Lost on the Way (ECM, 2009)
- Eldorado Trio (Clean Feed, 2010)
- Sources (ECM, 2012)
- Silk and Salt Melodies (ECM, 2014)
- Characters On A Wall (ECM, 2019)

## Filmografia
- 1999: Ça commence aujourd'hui per Bertrand Tavernier (Sony Music France)
- 2002: Un moment de bonheur per Antoine Santana
- 2002: Dans la nuit per Charles Vanel (ECM)
- 2002: Vivre me tue per Jean-Pierre Sinapi
- 2007: Après lui per Gaël Morel
- 2009: Plus tard tu comprendras per Amos Gitaï
- 2009: Portraits-autoportraits per Gilles Porte
- 2011: Roses à crédit per Amos Gitaï